# EAmbrosia

EU-Gemeinschaftszeichen für Produkte mit geschützter Ursprungsbezeichnung (g.U.)

EU-Gemeinschaftszeichen für Produkte mit geschützter geografischer Angabe (g.g.A.)

EU-Gemeinschaftszeichen für Produkte, die als garantiert traditionelle Spezialität (g.t.S.) ausgezeichnet werden

Die Online-Datenbank eAmbrosia der Europäischen Kommission listet Informationen über geschützte Weine, Spirituosen und Lebensmittel in der Europäischen Union auf.
Die Online-Datenbank eAmbrosia zentralisiert alle durch geschützte Ursprungsbezeichnungen oder geschützte geografische Angaben und das Zeichen „garantiert traditionelle Spezialität“ geschützten Produkte in einer einzigen Datenbank. Die betroffenen Erzeugnisse – Lebensmittel, Wein und Spirituosen – wurden bisher in drei verschiedenen Datenbanken gesammelt: E-SPIRIT-DRINKS, DOOR und E-BACCHUS. Durch die Zusammenlegung der Daten aus den bisherigen Datenbanken E-Spirit-Drinks, DOOR und E-Baccus soll die Suche vereinfachen und mehr Transparenz geschaffen werden.

## Name
Ambrosia (altgriechisch ἀμβροσία ambrosía) wird als ‚Speise der Götter‘ übersetzt. Das e vor dem Wort, deutet auf die elektronisch abrufbare Datenbank für geschützte Lebensmittel, Weine und Spirituosen hin.

## Geschichte
Die elektronische Datenbank eAmbrosia ersetzt die bisherigen drei Datenbanken E-Spirit-Drinks, DOOR und E-Baccus. Mit dem 1. April 2019 wurden die Informationen aus der Datenbank E-Baccus eingebunden, mit Juli 2019 die Informationen aus der Datenbank E-Spirit-Drinks und mit dem 31. Dezember 2019 aus der Datenbank DOOR (bisher für ursprungsgeschützte Lebensmittel).

## Ziele
Die Qualitätspolitik der Europäischen Union soll sicherstellen, dass die Namen bestimmter Produkte geschützt werden, um ihre einzigartigen Eigenschaften zu fördern, die mit ihrer geografischen Herkunft sowie dem traditionellen Know-how zusammenhängen. Produktnamen können mit einer „geografischen Angabe“ (siehe: Herkunftsbezeichnung) versehen werden, wenn sie einen spezifischen Bezug zu einem Ort haben, an dem sie hergestellt werden. Die Anerkennung als geographisch geschütztes Produkt ermöglicht es den Verbrauchern, Qualitätsprodukten zu vertrauen und sie zu unterscheiden und hilft gleichzeitig den Herstellern, ihre Produkte besser zu vermarkten.
Durch die Ersetzung der bisher drei Datenbanken und Vereinigung auf die Datenbank eAmbrosia soll eine leicht durchsuchbare und intuitive erfassbare Datenbank mit einfacher Benutzeroberfläche geschaffen werden. Dieses neue System vereinfacht die Suche nach Informationen über geografische Angaben und erhöht die Transparenz für Hersteller, nationale Behörden und alle Interessierten.

## Technische Ausführung
Die öffentliche und frei zugängliche Datenbank eAmbrosia der Europäischen Union ist ein Register für geografische Angaben von Lebensmittel, Weinen und Spirituosen. Die Datenbank zeigt auch den jeweiligen Status eines solchen ursprungsgeschützten Produkts an (beantragt, veröffentlicht oder registriert) samt Verweisungen zum amtlichen Schutz. Die Datenbank ist in drei Unterregister unterteilt:
- Weinregister
- Register für Lebensmittel
- Spirituosen

Wird kein Unterregister ausgewählt, ist die Suche im Gesamtregister möglich. Ein detailliertes Suchmodus ermöglicht die Eingrenzung der Suche auf bestimmte Länder, Art der Erzeugnisse, Name de Erzeugnisses, Produktkategorie (z. B. Käse, Bier, Salz etc.) sowie weitere spezielle Suchabfragen.
Im Januar 2019, als die Datenbank den Betrieb voll aufnahm, waren über 3300 Produkte gelistet.

## Rechtsgrundlagen
Zu den Rechtsgrundlagen für die geschützten Herkunftsbezeichnungen, die sich in der Datenbank eAmbrosia finden siehe zum Beispiel:
- Verordnung (EU) Nr. 1151/2012 über Qualitätsregelungen für Agrarerzeugnisse und Lebensmittel;[7]
- Verordnung (EU) Nr. 1308/2013 für Weine über eine gemeinsame Marktorganisation für landwirtschaftliche Erzeugnisse;[8]
- Verordnung (EU) Nr. 251/2014 über die Begriffsbestimmung, Beschreibung, Aufmachung und Etikettierung von aromatisierten Weinerzeugnissen sowie den Schutz geografischer Angaben für aromatisierte Weinerzeugnisse;[9]
- Verordnung (EG) Nr. 110/2008 zur Begriffsbestimmung, Bezeichnung, Aufmachung und Etikettierung von Spirituosen sowie zum Schutz geografischer Angaben für Spirituosen.[10]
- Verordnung (EU) Nr. 2019/787 über die Begriffsbestimmung, Bezeichnung, Aufmachung und Kennzeichnung von Spirituosen usw.[11]

## Drittstaaten
Die Datenbank eAmbrosia ist bereits darauf ausgelegt, auch in der EU geschützte Produkte von Drittstaaten aufzunehmen. Im Januar 2019 waren drei Produkte aus Drittstaaten (Mexiko, Guatemala und Peru) gelistet: Tequila, Ron de Guatemala und Pisco.
Grundsätzlich bieten auf globaler Ebene bilaterale und multilaterale Verträge den Schutz bestimmter Produkte zwischen bestimmten Ländern sowie das WTO-Übereinkommen über handelsbezogene Aspekte der Rechte des geistigen Eigentums (TRIPS).

### Schweiz
Zwischen der Schweiz und der Europäischen Union ist am 1. Dezember 2011 ein spezielles Abkommen in Kraft getreten, mit welchem geschützte Herkunftsbezeichnungen in der Schweiz in der Europäischen Union anerkannt werden und umgekehrt. Die Schweiz hat beim Landwirtschaftsministerium ein eigenes Register aller anerkannten schweizerischen Herkunftsbezeichnungen eingerichtet.

### Vereinigtes Königreich
Die Regierung des Vereinigten Königreichs hat bereits vor dem Austritt (Brexit) erkannt, welche Problematik und Nachteile für die heimischen Produzenten in diesem Bereich entstehen können und beschlossen, ein eigenes System für geografische Angaben einzurichten.